# Mon du Cap
Mon du Cap es una localidad de Santa Lucía que forma parte del distrito de Gros Islet.